# Marthe Lapointe
Marthe Lapointe (* 29. November 1910 in Québec (Stadt); Todesdatum und -ort unbekannt) war eine kanadische Geigerin und Sängerin (Sopran).

## Leben
Lapointe begann sechsjährig ihre musikalische Ausbildung in den Fächern Violine, Gesang, Klavier und Solfège. Ab etwa 1921 studierte sie Violine bei Émile Taranto am Couvent Mont-Sainte-Marie in Montreal. Harmonielehre und Gesang studierte sie ab 1927 bei Berthe Roy. Fünf Jahre lang nahm sie Unterricht in Harmonielehre, Gehörbildung und Violine bei Robert Talbot, weitere zwei Jahre studierte sie an der Universität Laval.
Von 1929 bis 1933 war Lapointe Geigerin in der Société symphonique de Québec. Ihr größeres Interesse galt jedoch einer Laufbahn als Opern- und Operettensängerin, die sie mit Unterstützung von Lucienne Defrenne anstrebte. 1935 debütierte sie am Capitol Theatre als Marguerite in Gounods Faust. Von 1936 bis 1955 war sie Primadonna der Variétés lyriques in Montreal. Daneben gab sie Rezitals und hatte Auftritte im Radioprogramm der CBC. Am Ende ihrer Laufbahn 1965 hatte sie in mehr als 65 Operetten, u. a. von Franz Léhar, Jacques Offenbach, Charles Lecocq und Oscar Straus gesungen. Bis 1970 unterrichtete sie dann Musik an mehreren Grundschulen in Ville d’Anjou.